# Herrschaft Ringethal
Die „Herrschaft Ringethal“ war eine als Exklave zum Kreisamt Freiberg gehörige territoriale Verwaltungseinheit des Kurfürstentums Sachsen.

## Geographische Ausdehnung
Das Gebiet der Herrschaft Ringethal befand sich nordwestlich des Kreisamts Freiberg zwischen den Ämtern Nossen im Osten und deren Exklave im Südwesten, dem Amt Rochlitz im Norden, Südosten und Westen, sowie einer zum Erbamt Meißen gehörigen Exklave im Süden. Die Herrschaft Ringethal lag nordöstlich der Stadt Mittweida im heutigen Landkreis Mittelsachsen. Sie wurde im Westen von der Zschopau begrenzt.

## Angrenzende Verwaltungseinheiten
Folgende Ämter grenzten an die Herrschaft Ringethal:
|                                | Amt Rochlitz                                       |                                                             |
| Amt Rochlitz                   | Kompassrose, die auf Nachbargemeinden zeigt        | Amt Rochlitz, Amt Nossen                                    |
| Amt Nossen (Exklave Lauenhain) | Erbamt Meißen (Exklave, vor 1764 zum Amt Rochlitz) | Kreisamt Freiberg (Exklave Weinsdorf), ab 1606 Amt Rochlitz |

## Geschichte

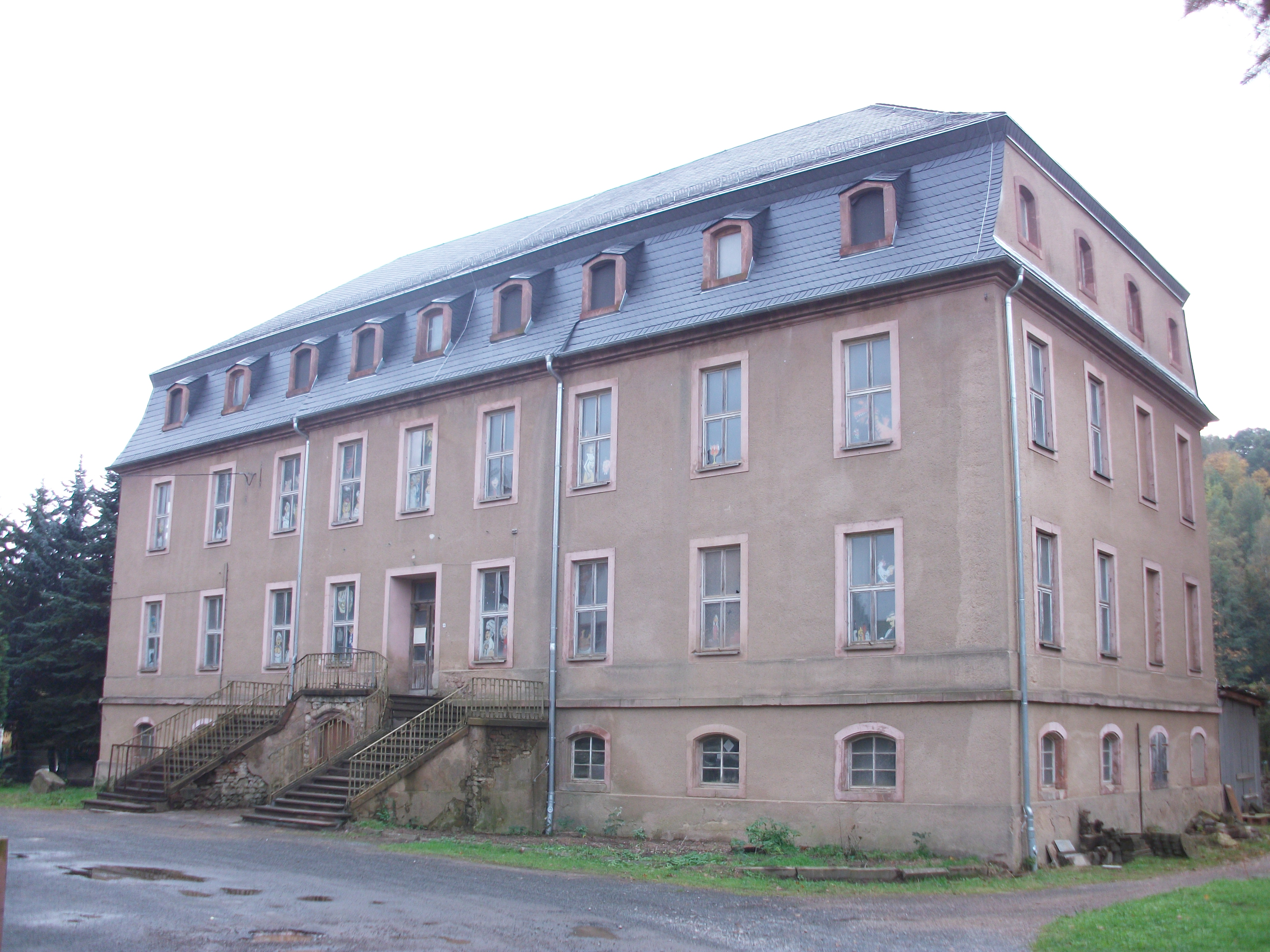
Rittergut Ringethal, Hauptgebäude (2016)

Die Herrschaft Ringethal nordöstlich von Mittweida entstand etwa um 1150 bis 1170. Ursprünglich befand sich der Herrschaftssitz als Einsiedelei Ringethal auf einem Felssporn des Arnsbergs, welcher in einer Schleife der Zschopau liegt. 1315 wurde die Burg Lewenhain (auch „Raubschloss Ringethal“ genannt) am Steilufer der Zschopau gegenüber dem Lauenhainer Talgut gebaut. Später wurde der Herrschaftssitz ins Tal neben die bereits vorhandenen Wirtschaftsgebäude verlagert, wo sich auch die Fliehburg im Inselteich befand. 1450 verlegten die Herren von Hain (auch: von Hahn/von Hayn genannt) ihren Wohnsitz endgültig ins Tal und bauten die Wasserburg Ringethal am Ufer der Zschopau. Unter der Familie von Poigk wurde das Schloss Ringethal im Jahr 1742 zu einem spätbarocken Schloss um- und ausgebaut. Es bestand seitdem aus zwei Obergeschossen und Mansardendach. 1789 ging das Schloss von Christoph Friedrich von Flemming an die Freifrau von Racknitz über. Von 1861 bis 1935 ist die Familie von Schroeter als Besitzer des Ringethaler Schlosses verzeichnet. 
Die Herrschaft Ringethal bestand aus dem Rittersitz Ringethal und den Orten Ringethal, Falkenhain, Hermsdorf und Erlebach. Sie lag als Exklave des Kreisamts Freiberg zwischen den Ämtern Rochlitz und Nossen. 1606 kam der Ort Erlebach an das Amt Rochlitz. Die Herrschaft Ringethal war im Besitz vieler verschiedener Adelsfamilien und gehörte bis 1832 als Exklave zum Kreisamt Freiberg. Danach wurde sie in das nach Nordwesten erweiterte Amt Frankenberg-Sachsenburg integriert.

## Zugehörige Orte
Dörfer
- Ringethal
- Falkenhain
- Hermsdorf
- Erlebach (nach 1606 zum Amt Rochlitz)

Burgen
- Raubschloss Ringethal
- Wasserburg Ringethal
- Einsiedelei Ringethal
- Schloss bzw. Rittergut Ringethal

## Grundbesitzer
Viele verschiedene Adelsfamilien waren mit Ringethal belehnt:
- v. Liebschwitz
- v. Steinbach
- v. Hahn/Hain/Hayn (um 1440 bis um 1700)
- v. Poigk
- v. Flemming
- v. Dallwitz
- v. Racknitz
- v. Bülow
- v. Schröter (1861–1935)